# 海洋球场
海洋球场（法語：Stade Océane，發音：[stad ɔsean]）是一座位於法國勒阿弗尔的足球場。可容納25151人，為勒阿弗爾競技俱樂部的主場。本球場被選為2019年國際足總女子世界盃八強賽的比賽場地。
该球场原名“勒阿弗尔大球场”（Grand Stade du Havre），于2012年更名为现名，名称取自勒阿弗尔的昵称“海洋之门”（La Porte Océane）。